# Dineura
Dineura är ett släkte av steklar som beskrevs av Anders Gustav Dahlbom 1835. Dineura ingår i familjen bladsteklar.
Släktet innehåller bara arten Dineura virididorsata.